# Pomni, Kaspar!
Pomni, Kaspar! (Помни, Каспар!) è un film del 1964 diretto da Grigorij Grigor'evič Nikulin.